# Emma Aicher
Emma Aicher (Sundsvall, Suecia, 13 de noviembre de 2003) es una deportista alemana que compite en esquí alpino, especialista en la modalidad de eslalon.
Participó en los Juegos Olímpicos de Pekín 2022, obteniendo una medalla de plata en la prueba de equipo mixto.
Ganó una medalla de bronce en el Campeonato Mundial de Esquí Alpino de 2021, en la misma prueba. En la Copa del Mundo consiguió dos victorias y tres podios en total.

## Palmarés internacional
| Juegos Olímpicos   | Juegos Olímpicos           | Juegos Olímpicos  | Juegos Olímpicos |
| Año                | Lugar                      | Medalla           | Prueba           |
| ------------------ | -------------------------- | ----------------- | ---------------- |
| 2022               | Pekín (China)              | Medalla de plata  | Equipo mixto     |
| Campeonato Mundial |                            |                   |                  |
| Año                | Lugar                      | Medalla           | Prueba           |
| 2021               | Cortina d'Ampezzo (Italia) | Medalla de bronce | Equipo mixto     |